# Pitagora di Samo (scultore)
Pitagora (Samo, ... – V secolo a.C.) è stato uno scultore greco antico.
Fu attivo a Reggio Calabria dal 480 al 450 a.C. come scultore di statue celebrative. Non va tuttavia confuso con il più celebre Pitagora di Reggio.